# 小泉八雲
小泉 八雲（こいずみ やくも、1850年6月27日 - 1904年〈明治37年〉9月26日）は、アイルランド系・ギリシャ生まれの新聞記者（探訪記者）、紀行文作家、随筆家、小説家、日本研究家、英文学者。

## 概要
小泉八雲（パトリック・ラフカディオ・ハーン）は『怪談』『知られぬ日本の面影』『骨董』などで知られる明治時代の作家である。明治期の日本を海外に紹介したことや、「耳なし芳一」「雪女」「ろくろ首」「むじな（のっぺらぼう）」といった日本に古くから伝わる口承の説話を記録・翻訳し、世に広めたことで評価されている。
ハーンは1850年6月27日、レフカダ島でイギリス人の父とギリシャ人の母の元に生まれた。家庭環境に恵まれず、幼少期に両親が離婚してハーンは捨てられ、大富豪だった大叔母に引き取られる。厳格なカトリック教の教えを強いられて逆にキリスト教嫌いになり、ケルト神話や土着信仰に興味を引かれるようになった。16歳の時に遊具が左目に当たり失明。17歳で大叔母が破産して経済的に困窮し、19歳で移民船に乗り渡米。ホームレス同然だったところを印刷屋のワトキンに拾われ、印刷の知識を身に付ける。文筆業の才能を持っていたハーンは新聞社に就職してジャーナリストとなり、次第に名声を高めていった。『古事記』の英訳版を読み1884年の万国博覧会に行ったことから日本に興味を持ち、1890年に来日。新聞社との契約を破棄して、40歳で松江の英語教師となる。ハーンは住み込み女中だった18歳年下のセツと結婚（再婚）。家族のために1896年に日本国籍を取得し「小泉八雲」に改名。松江・熊本・神戸・東京に移り住み、英語教師の仕事をしながら精力的に執筆活動を続けた。1904年、54歳で死去。
なお、八雲は日本語があまり上手くなく「ヘルンさん言葉」と自称する独特な片言の日本語の変種で他者と会話していた。「ヘルンさん言葉」を完璧に理解できるのは妻のセツだけで、英語のできない客人とは話が通じず、セツが間に立って「ヘルンさん言葉」を通訳していたと次男の巌は『父八雲を語る』で回想している。

## 名前について
出生名は英語でパトリック・ラフカディオ・ハーン (Patrick Lafcadio Hearn)、現代ギリシャ語ではパトリキオス・レフカズィオス・ヘルン (Πατρίκιος Λευκάδιος Χερν)。ラフカディオが一般的にはファーストネームとして知られているが、実際はミドルネームである。「パトリック」と「ハーン」はアイルランド系の名で、「ラフカディオ」（レフカズィオス）は「レフカダ島の」を表すミドルネームである。
アイルランドの守護聖人・聖パトリックにちなんだファーストネームは、ハーン自身キリスト教の教義に懐疑的であったため、この名をあえて使用しなかったともいわれる。ファミリーネームは来日当初「ヘルン」とも呼ばれていたが、これは松江の島根県尋常中学校への赴任を命ずる辞令に、「Hearn」を「ヘルン」と表記したのが広まり、当人もそのように呼ばれることを非常に気に入っていたことから定着したもの。ただ、妻の節子には「ハーン」と読むことを教えたことがある。HearnもしくはO'Hearnはアイルランド南部では比較的多い姓である。
1896年（明治29年）に日本国籍を取得して「小泉八雲」に改名。「八雲」は、一時期島根県の松江市に在住していたことから、そこの旧国名（令制国）である出雲国にかかる枕詞の「八雲立つ」にちなんで名づけられた。八雲の名前は本人が決めたものではなく、セツの養祖父・稲垣万右衛門が『古事記』にある日本最古の和歌からとって名付けたという。なお、2016年11月、愛知学院大学の教授によって1896年（明治29年）当時の英国領事の書簡を元にした研究論文が発表され、小泉八雲がイギリスと日本の二重国籍だった可能性が高いことが示唆されている。（後述）

## 経歴
1850年6月27日、当時はイギリスの保護領であったレフカダ島（1864年にギリシャに編入）にて、イギリス軍医であった父チャールス・ブッシュ・ハーンと、レフカダ島と同じイオニア諸島にあるキシラ島出身のギリシャ人の母ローザ・カシマティのもとに出生。生地レフカダ（現代ギリシャ語: レフカザ）島からラフカディオというミドルネームが付いた。
父方の祖先は、イングランド出身。祖父も英国軍人。父はアイルランド生まれでプロテスタントのアングロ＝アイリッシュである。イギリス軍の軍医少佐としてレフカダ島 (Lefkada) の町リュカディアに駐在中、キシラ島（イタリア語読みではセリゴ島）の裕福なギリシャ人名士の娘であるローザ・カシマティと結婚した。カシマティはアラブの血が混じっているとも伝えられる。ラフカディオは3人男子の次男で、長男は夭折し、弟ジェイムズは1854年に生まれ、のちにアメリカ合衆国で農業を営んだ。
1851年、父の西インド転属のため、この年末より母と通訳代わりの女中に伴われ、父の実家へ向かうべく出立。途中パリを経て1852年8月、両親とともに父の家があるダブリンに到着。移住し、幼少時代を同地で過ごす。
父が西インドに赴任中の1854年、精神を病んだ母がギリシアへ帰国し、間もなく離婚が成立。以後、ハーンは両親にはほとんど会うことなく、父方の大叔母サラ・ブレナン（家はレインスター・スクェアー、アッパー・レッソン・ストリート）に厳格なカトリックの教義で育てられた。大叔母に育てられた経験が原因で、少年時代のハーンはキリスト教嫌いになった。1850年代半ば以降は、夏季はほぼ大叔母とともにウォーターフォード県のトラモアで過ごした。
フランスやイギリスのダラム大学の教育を受けた後、1869年に渡米。得意のフランス語を活かし、20代前半からジャーナリストとして頭角を顕し始め、文芸評論から事件報道まで広範な著述で好評を博す。
1890年（明治23年）、アメリカ合衆国の出版社の通信員として来日。来日後に契約を破棄し、日本で英語教師として教鞭を執るようになり、翌年結婚、三男一女を儲けた。
松江・熊本・神戸・東京と居を移しながら日本の英語教育の最先端で尽力し、欧米に日本文化を紹介する著書を数多く遺した。日本では『雨月物語』『今昔物語』などに題材を採った、古典の再話文学でも読まれている。
長男・一雄にはアメリカで教育を受けさせたいと考え自ら熱心に英語を教え、当時、小石川区茗荷谷に住むレオニー・ギルモア（夫は野口米次郎、子にイサム・ノグチ）に英語の個人教授を受けさせた。
1904年（明治37年）に狭心症で死去。満54歳没。松江時代に居住した住宅は、1940年（昭和15年）に国の史跡に指定されている。

## 年譜
- 1850年 - レフカダ島にて誕生。
- 1852年 - ダブリンに移住。
- 1854年 - 精神を病んだ母がギリシャのキシラ島へ帰国。
- 1856年 - 父母が離婚し、父は再婚。
- 1863年 - フランスの神学校に移るも帰国し、ダラム大学セント・カスバーツ・カレッジ（後のアショウ・カレッジ（英語版））入学。
- 1865年 - カレッジの回転ブランコで遊んでいる最中にロープの結び目が左眼に当たって失明。以後左眼の色が右眼とは異なるようになったため、写真は右側からのみ撮らせるようになる。
- 1866年 - 父が西インドから帰国途中に病死。大叔母は破産した。
- 1867年 - 大叔母の破産を受けてダラム大学セント・カスバーツ・カレッジを退学[7]、ロンドンに行く。
- 1869年 - リヴァプールからアメリカ合衆国のニューヨークへ移民船で渡り、シンシナティに行く。
- 1872年 - トレード・リスト紙の副主筆。
- 1874年 - インクワイアラー社に入社。マティ・フォリーと結婚[8]。オハイオ州では当時違法だった黒人との結婚で、正式な届け出が受理された形跡はない[9]。結婚式は最初に頼んだ牧師から拒絶され、次に依頼した黒人牧師が司式した[8]。
- 1875年 - マティとの結婚も一因となり、インクワイアラー社を退社[10]。
- 1876年 - インクワイアラー社のライバル会社だった、シンシナティ・コマーシャル社に入社。
- 1877年 - 離婚、シンシナティの公害による目への悪影響を避け、ニューオーリンズへ行く。
- 1879年 - アイテム社の編集助手。食堂「不景気屋」を経営するも失敗。
- 1882年 - アイテム社退社、タイムズ・デモクラット社の文芸部長になる。この時期の彼の主な記事はニューオーリンズのクレオール文化、ブードゥー教など。
- 1884年 - 8月末から1か月余り、メキシコ湾内のグランド島に滞在する。ニューオーリンズで開催された万国博覧会の会場で農商務省官僚の服部一三に展示物など日本文化を詳しく説明され、この時、高峰譲吉に会う。
- 1887年 - 1889年 - フランス領西インド諸島マルティニーク島に旅行。
- 1890年 - ネリー・ブライと世界一周旅行の世界記録を無理やり競わされた女性ジャーナリストのエリザベス・ビスランド（アメリカ合衆国でのハーンの公式伝記の著者）から旅行の帰国報告を受けた際に、いかに日本は清潔で美しく人々も文明社会に汚染されていない夢のような国であったかを聞き、ハーンが生涯を通し憧れ続けた美女でもあり、かつ年下ながら優秀なジャーナリストとして尊敬していたビスランドの発言に激しく心を動かされ、急遽日本に行くことを決意する。なお、来日の動機は、このころ英訳された古事記に描かれた日本に惹かれたとの説[11]もある。
  - ハーバー・マガジンの通信員としてニューヨークからカナダのバンクーバーに立ち寄り、4月4日横浜港に着く。その直後、トラブルにより契約を破棄する。横浜では、1887年にハーンが『ハーパース・バザー』に発表した「Rabyah's Last Ride」の熱烈な読者だった在日英国人学校ビクトリア・パブリック・スクール校長のチャールズ・ハワード・ヒントンがハーンを家に招き同校での教職も与えたが、ヒントンの妻がハーンの隻眼を嫌がり決別する[12][13]。なお、ヒントンの妻のマリーは、数学者ジョージ・ブールとやはり数学者のマリー・エベレスト・ブール(エベレスト山の由来となったジョージ・エベレストの姪)との間の娘である。このときのハーンの教え子にエドワード・B・クラークがいる。
  - 7月、アメリカ合衆国で知り合った服部一三（この当時は文部省普通学務局長）の斡旋で、島根県尋常中学校（現・島根県立松江北高等学校）と島根県尋常師範学校（現・島根大学）の英語教師に任じられる。
  - 8月30日、松江到着。
- 1891年
  - 1月 - 一人住まいのハーンの家に、松江の士族小泉湊の娘・小泉節子（1868年2月4日 - 1932年2月18日）が住み込み女中として雇われる[14]。二人はすぐに惹かれあい結婚する。同じく旧松江藩士であった根岸干夫が簸川郡長となり、松江の根岸家が空き家となっていたので借用する（1940年、国の史跡に指定）。
  - 11月、チェンバレンの紹介で、熊本市の第五高等中学校（熊本大学の前身校。校長は嘉納治五郎）の英語教師となる。長男・一雄誕生。熊本転居当時の家は保存会が解体修理を行い、小泉八雲熊本旧宅として復原され、熊本市指定の文化財とされた。
- 1894年 - 神戸市のジャパンクロニクル社に就職、神戸に転居する。
- 1896年 - 東京帝国大学文科大学の英文学講師に就職。日本に帰化し「小泉八雲」と名乗る。秋に牛込区市谷富久町（現・新宿区）に転居する（1902年の春まで在住）。

- 1897年 - 次男・巌誕生。
- 1899年 - 三男・清誕生。

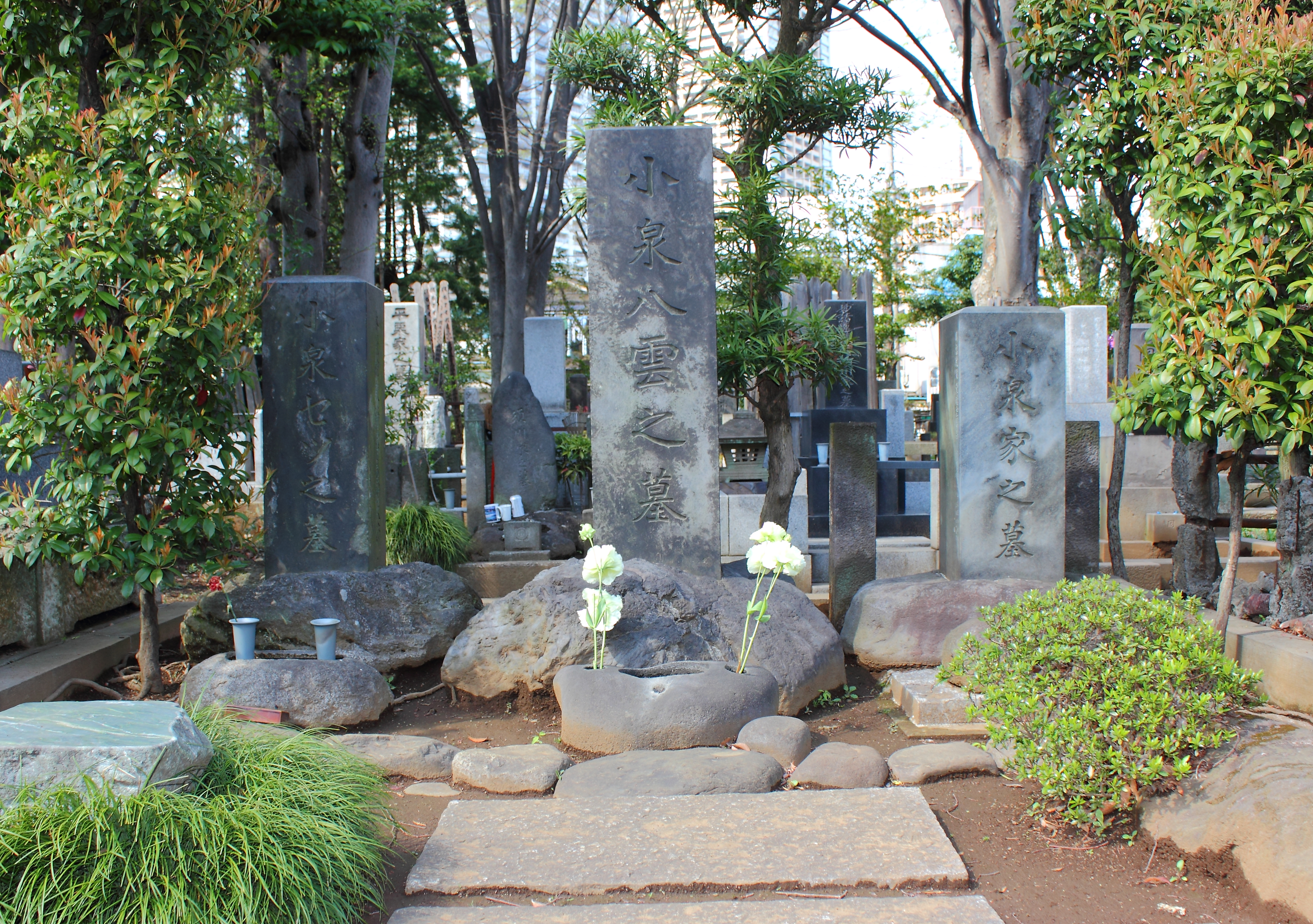
雑司ヶ谷霊園の墓

- 1901年 - 妻セツの養家である稲垣家を次男・巌に継がせるため、巌を義母・トミの養子にする[15]。
- 1902年3月19日 - 西大久保の家に転居する。
- 1903年 - 東京帝国大学退職（後任は夏目漱石）、長女・寿々子誕生。
- 1904年3月 - 早稲田大学の講師を務め、9月26日に狭心症により東京の自宅にて死去、満54歳没。戒名は正覚院殿浄華八雲居士。墓は東京の雑司ヶ谷霊園。
- 1915年 - 贈従四位[16]。

## 評価および論争
東京帝国大学名誉教師となった日本研究者でハーンとも交友があったバジル・ホール・チェンバレンは、ハーンは幻想の日本を描き、最後は日本に幻滅したとした。ハーンの死に際して歌誌「心の花」に書いた追悼文中では「英文学界に頭角を表せる消息文の大家として世に記憶せられぬべし」と、ハーンの書簡文を高く評価している。
ハーン研究者でもある比較文学者の平川祐弘はチェンバレンの説に反対して、ハーンは日本を愛し暖かい心で日本を描いたとした。しかしやはり比較文学者の太田雄三はこれに対し、『B・H・チェンバレン』（リブロポート）や『ラフカディオ・ハーン』（岩波新書）の書中で反論した。
また、平川・太田と同じ研究室（東大大学院・比較文学比較文化）出身の小谷野敦は著書『東大駒場学派物語』において、近年のハーン肯定論者の多くが同研究室の関係者であることを指摘している。
平川も『ラフカディオ・ハーン』（ミネルヴァ書房）で、ハーンの筆致に一部誇張があったことを認めているが、現代の日本での支持は高い。
1904年の著作『Japan-An Attempt at Interpretation』は、太平洋戦争中、アメリカ合衆国の対日本心理戦に重要な役割を果たしたとされる。当時のアメリカ軍准将であり、ダグラス・マッカーサーの軍事書記官・心理戦のチーフであったボナー・フェラーズは、当時のアメリカ合衆国が利用できる、日本人の心理を理解するための最高の本であったと述べたという。
2016年11月25日、愛知学院大学の竹下修子教授が、小泉八雲の国籍離脱を当時のイギリスが認めず日本との「二重国籍だった可能性が高い」という研究論文を公表した。新潟県南魚沼市の池田記念美術館に小泉八雲に関する1896年（明治29年）の未公開書簡が現存しており、この書簡は当時の島根県がイギリス領事に照会した小泉八雲の日本国籍取得に関する手続きについての返答がかかれている物との事で、その中に「（日本国籍の取得は）日本側の手続きだけで完了する」と記載されているという。これが意味するところは「英国側に手続きは無い」つまりは「国籍離脱には応じない」という姿勢の表れで、小泉八雲より前にイギリス人男性が日本人女性に婿入りする形で婚姻したところイギリスは書簡で「（前略）到底許し難い」と国籍離脱を認めなかったということで、イギリスはその姿勢を崩しておらず、小泉八雲も二重国籍だった可能性が高いと結論づけられたものである。

## エピソード

### 身体、外見

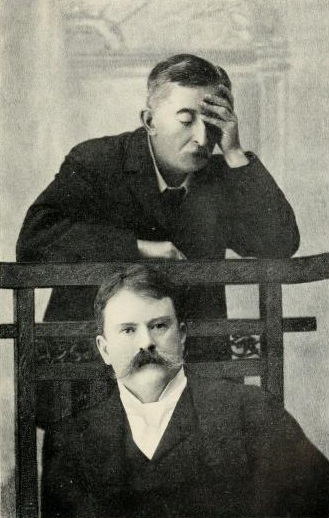
顔の左側に手を添える八雲（上）。友人のミッチェル・マクドナルド（下）と共に。

- もともと強度の近視であったが、さらに晩年は右目の視力も衰え、高さが98センチメートルもある机を使用して紙を目に近づけランプの光を明るくして執筆を行った。
- 16歳のときに怪我で左眼を失明して隻眼となって以降、白濁した左目を嫌悪し、晩年に到るまで、写真を撮られるときには必ず顔の右側のみをカメラに向けるか、あるいはうつむくかして、決して失明した左眼が写らないポーズをとっている。

### 執筆関係
- 非常に筆まめであり、避暑で自宅を離れている間、あとに残った妻セツに毎日書き送った手紙が数多く残されている。ハーンは日本語がわからず妻は英語がわからないため、それらは夫妻の間だけで通じる特殊な仮名言葉で書かれている。
- 「原稿は9回書き直さなければまともにならない」とし、文章にこだわった。例えば「雪女」の結文「Never again was she seen」のｓの3連続を風呂鞏[注釈 2]は代表例としてあげる[20]。
- アメリカ合衆国で新聞記者をしていたとき「オールド・セミコロン（古風な句読点）」というニックネームをつけられたことがある[21]。句読点一つであっても一切手を加えさせないというほど自分の文章にこだわりを持っていたことを指している。
- アメリカ合衆国在住中に勤勉が習い性となり、日本では学校教育の傍ら14年間に13冊の本を書いた[22]。
- tsunamiという英語を皆が知る英語にしたのはスマトラ島沖地震 (2004年)からであるが、最初に英語として紹介したのはハーンの 1897年の作品「生神」の英語版"A Living God"からである。
- 著作の原稿料にはこだわっていたが貯蓄にはまったく関心がなかった。外国人教師の仕事は高給だったが、小泉家には妻の親類縁者が多く同居しており、著述業と英語教師としての収入は彼らの生活費に充てられていた。金には頓着せず、生活費や旅費としてどんどん使っていった。妻セツの『思い出の記』によると、八雲は「良い」と思った物には提示された金額よりも沢山の金を払いたがった。浴衣が二・三反欲しくて呉服屋に行くと、番頭が勧めてくる浴衣を三十反も購入した。また、よく学生たちに課題を与えて作文をさせ、優秀な生徒には賞品として自腹で用意した英語の文学全集をプレゼントしていた[注釈 3]。そのように資産を使っていったことから、八雲が亡くなった当時小泉家には遺産となるものはあまり残っていなかった。しかし遺言状に全財産をセツに譲渡すると書き残していたため、西大久保の家や書斎は生前のまま残され、セツと家族は八雲の著作物の版権や印税などのおかげで裕福な生活を続けることができた。

### 土地
- 妻セツの『思い出の記』によると、八雲が好きだった場所はマルティニーク島、松江、美保の関、日御碕、焼津だったという。嫌いな場所としてニューヨークを挙げている。

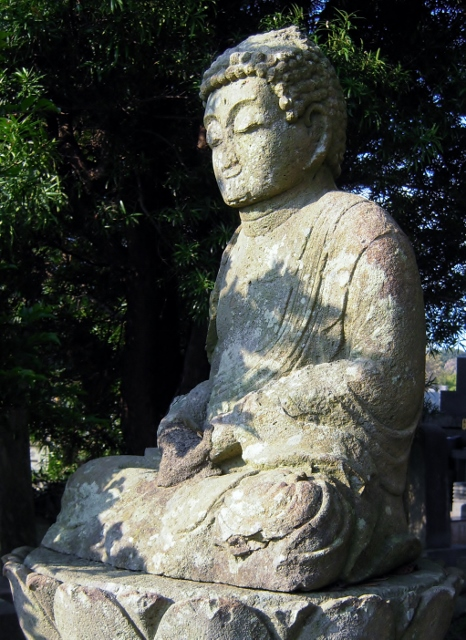
八雲が愛した鼻かけ地蔵

- 熊本時代、時間があると第五高等学校の裏にある小峰墓地に通い、そこにある鼻の欠けた地蔵「鼻かけ地蔵」をこよなく愛したとされる[23]。
- 熊本では、家（第二旧居）から人力車で現在の子飼商店街を通り抜けて第五高等学校に通っていた。これにちなんで、第二旧居から子飼商店街の入口までは、「八雲通り」と名づけられた[24]。
- 八雲生誕の地、ギリシャのレフカダ島の詩人公園には、日本の松江と新宿から贈られた八雲の像がある。
- 八雲の縁で、レフカダ（出生の地）と新宿区（終焉の地）、ニューオーリンズ市と松江市がそれぞれ姉妹都市になっている[25]。
- 八雲は松江は好きだったが、移住した熊本・神戸・東京は西洋化され過ぎていて気に入らなかった。熊本時代、人間関係がうまくいかず孤独になり、西田千太郎宛の手紙で「面倒を見なければならない家族がいなければ、まだ息子がまだそんなに幼くなければ、日本にはもう一日たりともいたくありません」と愚痴をこぼしている[26]。また、東京に移住した時は「3年以上の我慢は難しい」と妻のセツに言ったが、セツは東京暮らしが好きだったようで田舎へ再び移住することに反対し、苦労して八雲が気に入りそうな住宅を探し出したことが『思い出の記』に記されている。

### その他
- 少年時代の八雲はお茶目で明るい性格だったが16歳の時に隻眼になってから身体的なコンプレックスを抱くようになり、内向的で陰気な性格に変わった。気難しく怒りに火が付くと一気に燃え上がるという激情家な一面があり、親密になった人物でも喧嘩別れすることが度々あった[注釈 4]。しかし周囲の人々に恵まれ、八雲が窮地に陥ると誰かが救いの手を差し伸べてくれた[注釈 5]。英語を教えていた生徒たちからは人気が高く慕われており、妻のセツとは生涯仲が良かった。
- 幼い頃から水泳が得意で、夏に海で泳ぐことを趣味としていた。日本では焼津の深くて荒い波が気に入り、晩年は、毎年避暑地として家族と共に焼津に逗留し水泳を楽しんでいた[27]。八雲が毎年逗留していた山口乙吉の家は、現在、愛知県犬山市の博物館明治村に移築展示されている[28]。
- マツムシやスズムシ、草ひばり（クサヒバリ科の小型のコオロギ）などを飼い、その声音を愛でていた[29][30]。随筆『虫の音楽家』（1897年）には、日本の虫売りの歴史や鳴く虫12種の値段が記録されている[31][32]。『草ひばり』では、自身が飼っていた草ひばりを亡くした悲しみが描かれる[31][33][34]。小泉八雲記念館に「小泉八雲愛用の虫籠」が収蔵されている[29][35]。
- 「最小の時間で最大の運動量を得たい」とのことから余暇時間には鉄アレイを使って運動していた。松江の小泉八雲記念館には八雲が使用した5.4kgの鉄アレイが展示されている[36]。
- 好物はビフテキとプラムプディング[37]。日本食は苦手であり、家族とは別の料理を食べていた。来日直後は日本食を食べていたが、体調を崩してからは洋食中心の生活になった。コース料理のように一つの料理を食べ終わると皿を片付けていた。日本食の中でも鰻と奈良漬は好きだったが、糸こんにゃくは虫に似ていることから嫌いだったという[38]。
- 母がキシラ島生まれのギリシャ人で、アラブ人の血も混じっていたらしく、のちに八雲自身、家族や友人に向かって「自分には半分東洋人の血が流れているから、日本の文化、芸術、伝統、風俗習慣などに接してもこれを肌で感じ取ることができる」と自慢していた。父母を通じて、地球上の東西と南北の血が自分の中に流れているという自覚が、八雲の生涯と文学を特徴づけている。
- 異国情緒を求める時代背景もあったが、八雲は生涯を通じてアイルランドからフランス、アメリカ合衆国、西インド諸島、日本と放浪を続けた。かつ、いかなる土地にあっても人間は根底において同一であることを疑わなかった。
- シンシナティでは州法を犯してまで混血黒人と結婚しようとし、のちに小泉セツと家庭を持つに際しても、何ら抵抗を感じなかった[5]。

## 八雲をめぐる人々

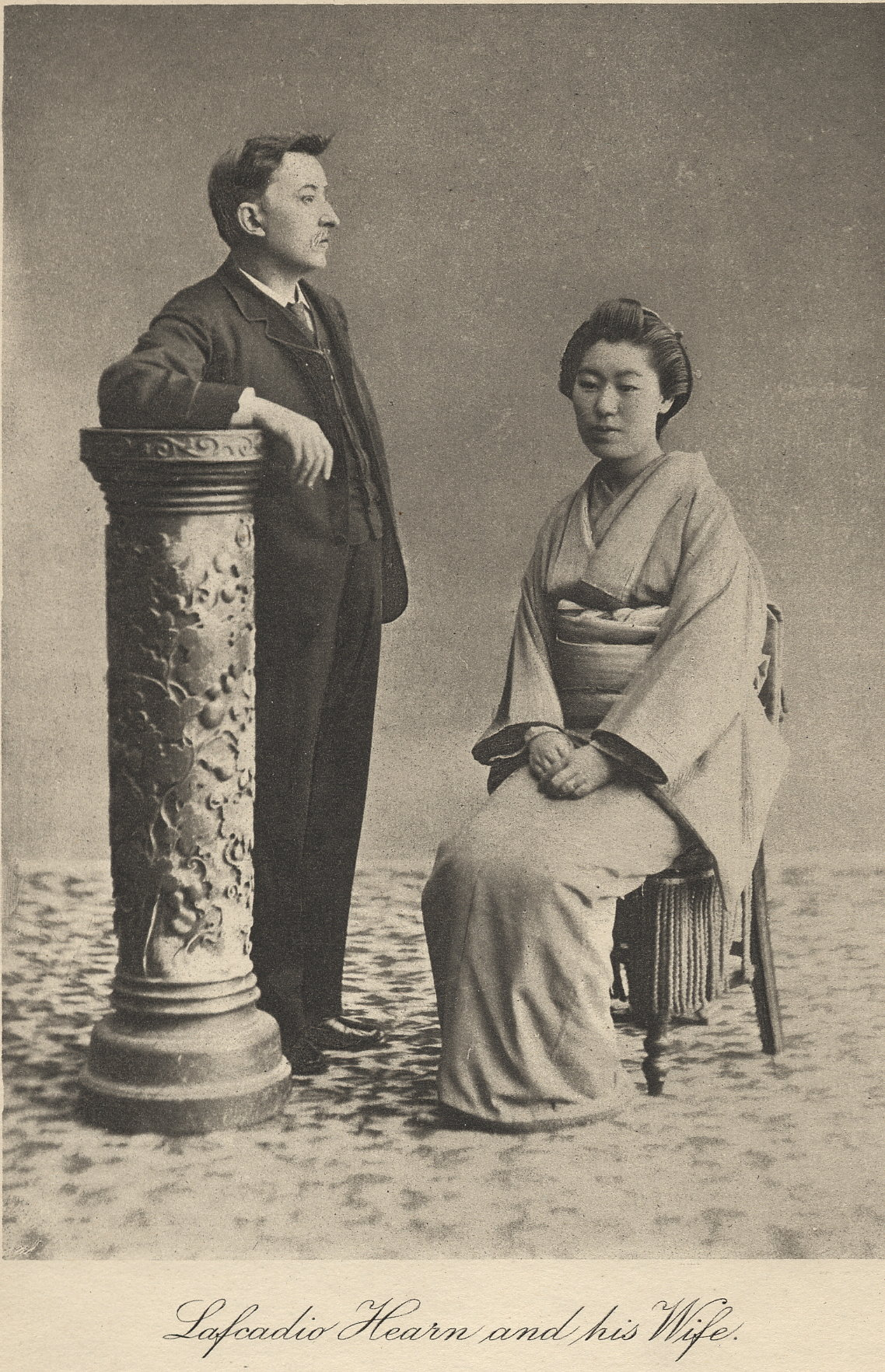
八雲（左）と妻・セツ（右）

セツ（妻）
妻セツは松江の士族・小泉湊の次女として生まれ、親戚の稲垣家の養女となった。幼い頃から物語が好きで、大人たちから昔話や民話、怪談話などを聴いて育った。明治維新により士族は家禄を失い、稲垣家は没落して困窮したため、11歳から生家である小泉家で機織の仕事をするようになる。18歳で婿養子を迎えて結婚したが、夫は貧しさに耐えかねて1年で出奔。22歳の時に正式に離婚して小泉家に復籍した。しかし小泉家も既に実父・湊が亡くなり没落して困窮の極みだった。1891年、家族を養うために英語教師のハーンの家の住み込み女中となる。セツとハーンは「怪談話が好き」という共通点があり、すぐに惹かれあって結婚した。セツは日本語が読めない夫のリクエストに応じて日本の民話・伝説を語り聞かせた。セツには「語り部」としての才能があり、セツの物語にハーンはのめりこんだ。彼女は夫のために家族・使用人・近隣住民に話を聞き、本屋を何軒も周って資料集めに奔走した。また旅先で出会った人々の話を題材にした作品も多い。セツは夫の執筆活動の最大の協力者となり、三男一女をもうけて生涯仲良く暮らした。
バジル・ホール・チェンバレン（東京帝国大学文学部名誉教師）
『古事記』や『君が代』などを英訳した19世紀後半の最も有名な日本研究家で、八雲と交友のあった人物。八雲とは同年齢で1873年から38年間、日本に滞在した。八雲はニューオーリンズでチェンバレン訳の『古事記』を入手し日本に興味を持った。八雲の来日後、チェンバレンが就職先の斡旋をしてくれたことから親交を深め、一時は頻繁に文通していた。しかし、チェンバレンは西洋中心主義的な考え方で日本文学を低く評価しており、八雲とは日本人や日本文化・神道などに対する考え方も違うことから、同じ東京帝国大学に勤めながらも顔を合わせることがなくなり疎遠になった。チェンバレンとの関係について八雲は「不和ではない。忙しいのだ。私は只ある時期が来るまでチェンバレンとの交際の休暇である」と漏らしており、チェンバレンも同様のことを述べている。「交際のお休み期間」は親友のヘンドリックやビスランド、マクドナルドでさえもあり、チェンバレンの場合は休暇が終わらぬうちに寿命が尽きてしまったと八雲の長男・一雄は著書『父 小泉八雲』に書いている。八雲没後、チェンバレンは歌誌「心の花」に追悼文を寄せた。
エリザベス・ビスランド（八雲が憧れたアメリカのジャーナリスト）
八雲のジャーナリスト時代の同僚で生涯憧れ続けた美人記者。八雲が書いた短編小説に感動し、彼が勤める新聞社に入社してジャーナリストとなった。上司の命令で世界一周旅行をした際に日本にも滞在し、八雲の来日を後押ししている。八雲はビスランドに惹かれていたが彼女は友人として一定の距離を保ちつつ手紙のやり取りをしていた。八雲没後は小泉一家を支え、1906年にアメリカでの八雲の公式伝記『ラフカディオ・ハーンの生涯と書簡（The Life and Letters of Lafcadio Hearn）』を出版し、収益は小泉家に贈呈した。
ミッチェル・マクドナルド（横浜グランドホテル社長、小泉家の資産管理人）
八雲の親友で、八雲没後は小泉家の資産管理人になった人物。八雲が来日した直後にビスランドからの紹介で米国海軍主計官だったマクドナルドと横浜で出会い、彼はチェンバレンを紹介してくれた。1898年頃から親交を深め、相互に訪問を繰り返し、晩年は日曜毎にマクドナルドが小泉家を訪れていた。八雲の代表作の一つ『知られぬ日本の面影』と『影』はマクドナルドに献呈されている。独身だったマクドナルドは八雲の子供を可愛がり、小泉一家と一緒に海水浴に行き皆で楽しく一日を過ごすなど、家族ぐるみの付き合いとなった。八雲没後、グールドに預けられた八雲の貴重な蔵書を取り返す交渉をしたり、八雲の『帝大講義録』の出版のために尽力するなど、小泉家の資産管理人となって一家を支え続け「第二の父」と呼ばれた。後年は日本に永住することを決意し、横浜グランドホテルの社長となり、八雲の長男・一雄の就職の世話をする。関東大震災時に横浜グランドホテル内で殉職した。マクドナルドは八雲のみならず小泉家にとっての恩人であり、現在でも小泉家の仏壇には八雲と共にマクドナルドの位牌が奉られている。
ヘンリー・ワトキン（アメリカの印刷屋）
シンシナティ時代、極貧に陥った八雲を自宅に住まわせ、印刷技術を教え、仕事の世話をした恩人。八雲が父親代わりに一生慕い続けた人物である。ワトキンは八雲を可愛がり、彼が書いた小さなメモさえも捨てずに持っていた。そのためワトキン宛の手紙は多く残されており、八雲没後の1907年に八雲の手紙をまとめた『鴉からの手紙（Letters from the raven）』を出版している。
エルウッド・ヘンドリック（アメリカ時代の八雲の友人）
1888年にニューヨークで出会った八雲の親友。年若いヘンドリックは、自分の心の内を何でも八雲に書き送って打ち明けており「私が彼に与えた手助けや世話は、彼が私にしてくれた親切な手助けと深い同情と比べると比較にならない」と述べている。八雲が晩年まで文通を続けたアメリカ時代の友人はヘンドリックとビスランドの二人だけで、他の友人たちとは交流を絶っている。
西田千太郎（島根県尋常中学校教頭）
松江における八雲にとって一番の理解者であり、妻・セツとの結婚を取り持った人物でもある。八雲とともに佐太神社を含め様々な神社を巡り、また神在祭を見学する等して親交を深めた。熊本時代に執筆された『東の国より』は西田に献呈されている。八雲は西田の人柄について「利口と、親切と、よく事を知る、少しも卑怯者の心ありません、私の悪い事、皆云ってくれます、本当の男の心、お世辞ありません、と可愛らしいの男です」と誉めていて、大変信用していたと妻セツの『思い出の記』に記されている。しかし西田は体が弱く病気がちで始終苦しんでいた。八雲が熊本へ移住してからも頻繁に文通し、八雲の心の拠り所となっていたが、1897年に結核により36歳で早世した。
山口乙吉（焼津の魚屋の店主）
晩年の八雲が毎年訪れていた焼津の逗留先の店主。浜通りで魚屋を営んでいた乙吉は、めずらしい魚を調理しては八雲に食べさせていた。八雲は純朴で正直者な乙吉のことを大変気に入り「神様のような人だ」と褒めたたえた。八雲は乙吉のことを”乙吉さーま”と呼び、乙吉は八雲を”先生様”と呼んでいたという。随筆『乙吉のだるま』では二人の心温まる交流が描かれている。なお、八雲が逗留した乙吉の家は愛知県犬山市の博物館明治村に移築展示され、1階部分は「駄菓子屋 八雲」として活用されている。
雨森信成（八雲の友人、通訳、協力者）
熊本時代、マクドナルドからの紹介で八雲と親しくなり、貴重な資料を提供した協力者。晩年は八雲に多大な影響を与えたとされる八雲の友人である。八雲は著書『心』を雨森に献呈しているが、その中の「ある保守主義者」は雨森がモデルと言われている。八雲没後、アメリカの雑誌『アトランティック・マンスリー』に「人間ラフカディオ・ハーン」という追悼文を寄せた。
藤崎八三郎（教え子、協力者）
藤崎（旧姓・小豆沢）は島根県尋常中学校の教え子で、八雲が熊本へ移住してからも文通したり資料提供の手伝いをして、晩年まで親交のあった人物の一人である。1897年の夏には八雲の念願であった富士登山に同行している。この登山の体験から随筆『富士の山』が生まれた。藤崎は自分の進路や縁談のことなどを八雲に相談しており、藤崎のお見合いは小泉家で行われた。1904年9月26日、八雲は藤崎宛の手紙を書き数冊の本と共に発送し、その数時間後に死亡した。絶筆となった手紙は戦災で焼失したが、写真に撮った原版は小泉八雲記念館に収蔵されている。
秋月悌次郎（熊本第五高等学校時代の同僚）
秋月は会津藩の出身で、会津戦争の責任を問われて終身禁固刑となったが、1872年に特赦によって赦免され、その後、熊本第五高の教師となった。白い髭を長く垂らし柔和な顔でいつもニコニコ笑っている高潔で学識の深い秋月のことを八雲は「神のような人であった」と評して非常に尊敬していた。秋月は八雲の著作『九州の学生とともに』や『柔術』および書簡に度々登場するなど、八雲の日本人観に大きな影響を与えた。
佐久間信恭（熊本第五高等学校時代の同僚）
八雲が熊本第五高に着任した当初は佐久間のことを優しく賢明な人物だと評して良好な関係を築いていたが、性格の不一致により次第に不仲になった。八雲は西田宛の書簡の中で、佐久間は宣教師と結託して自分より頭の良い教師数人を転出させるように追い込んだ首謀者であり、彼は友人の振りをして近づいてあけすけに話をさせるための策略を図ったのだと書いている（真相は不明である）。八雲が熊本を去った理由は、熊本の土地柄が気に入らなかったことと、佐久間の件があったためで、佐久間とはもう一緒に居たくないから熊本を去ったと西田宛の書簡に書いている。
本田増次郎（熊本第五高等学校時代の同僚）
本田によると、ハーンの失明した左目はひどく突き出ており、右目は強度の近視で、ページに額をこすりつけて一字ずつ追わないと読めないほどで、背中が曲がり変形していたという。また、本田の回想によると、ハーンは一種の人間嫌いになっていたが、白人種の中にいるよりは日本人の中にいるほうが気に障らないと感じていた。そして本田は更に、小泉の性格について病的なほど神経質で猜疑心が強く、「文学者は作品を介して敬服するに越したことはない。個人的なお付き合いをするとひどく失望させられるからだ。ハーンもこの一般原則の例外ではなかった」と語っている。
浅野和三郎（教え子、心霊研究家）
浅野は第一次大本事件の陳弁書でハーンの印象を回想している。また、「自分は二十余年前の当時を回顧して見ると、小泉師の講堂丈にはモ一度入つて聴講したいやうな気分がする」と回顧する。『英文学史』の中ではハーンについて「其真実の籍は米国にもあらず、又日本にもあらずして、美文の世界に在り」と記した。
田部隆次（教え子）
田部は早稲田大学の委嘱で書いた伝記「小泉八雲〜ラフカディオ・ヘルン〜」の中で、古くから日本名「八雲」については「音読みにするとハウンになる」こととの関連を指摘されることが多かったらしいことに関連し「八雲はハウンに通じるという考えは少しもなかった」と明記している。
田部重治（教え子田部隆次の弟）
田部隆次の弟、田部重治は兄からハーンの逸話を聞き「英文学界そぞろ歩き」（『英語青年』1967年9月号）として発表した。それによれば、ハーンは学生に題名を与えて感想・随筆の懸賞を行い、受賞者には文学全集を与えた。田部、浅野、大谷正信、戸沢正保達が受賞したという。
川田順（教え子）
東京帝国大学では学生の信望が厚く、解任のときは激しい留任運動が起きた。川田順は「ヘルン先生のいない文科で学ぶことはない」といって法科に転科した。後年この話の真偽を尋ねられた川田はそれが事実であると答え、後任の夏目漱石についても「夏目なんて、あんなもん問題になりゃしない」と言った。
内ヶ崎作三郎（衆議院副議長）
内ヶ崎は田部隆次著『小泉八雲』に序文「小泉八雲先生を懐ふ」を寄せ、この中で「されど先生の清く澄んだ歌ふがごとき声がかすかに微笑を湛ゆる口辺より洩るるを聞く時は、その事自身が一種の魔力であった」と述べて浅野と同じく“魔力”の表現を使った。
西田幾太郎（哲学者）
西田も田部のハーン伝記序文で「ヘルン氏は万象の背後に心霊の活動を見るといふ様な一種深い神秘思想を抱いた文学者であつた。かれは我々の単純なる感覚や感情の奥に過去幾千年来の生の脈搏を感じたのみならず、肉体的表現の一々の上にも祖先以来幾世の霊の活動を見た。（中略）氏の眼には、この世界は固定せる物体の世界ではない、過去の過去から未来の未来に亙る霊的進化の世界である。」と述べ、ハーンの神秘主義を指摘している。
巖谷國士（フランス文学者）
巖谷は自著「オデュッセウスの旅」（『作家の旅』平凡社）で「移り住んだ土地を列挙しただけでも、興味ぶかい事実に思いあたる。島を好んだということだ…琉球諸島まで航海する計画まで…」「ハーンの生涯の旅程から知られるもうひとつの事実は、ロンドンやパリやニューヨークには居つかず、いわゆる辺境を選んで住んだということである」などと小泉について評している。

## 家族・親族

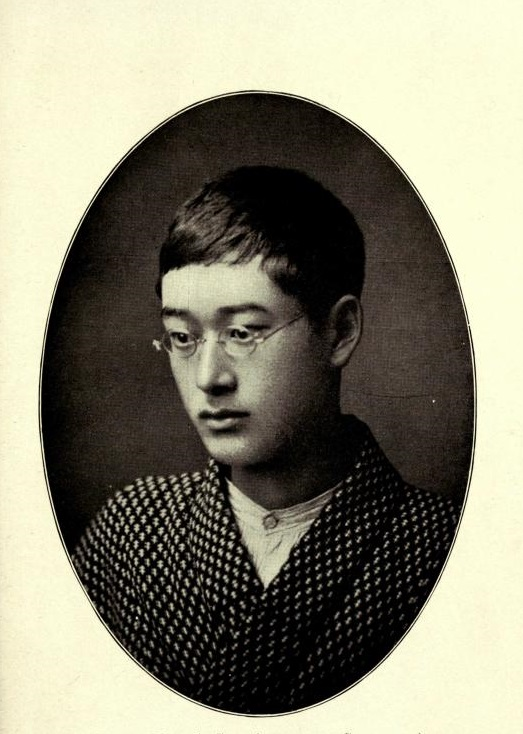
長男 一雄、17歳

- 妻 セツ（島根県士族小泉湊の二女、第七十五代出雲国造千家俊勝の次男千家俊信（国学者）の玄孫）
- 長男 一雄
- 同妻 喜久恵
  - 同長男 時
    - 同長男 凡
- 次男 巌（教師､母セツの養家であった稲垣家を継ぐ）
- 同妻 ミドリ（青森県、医師種市良一の娘）
（ミドリ夫人の実家・種市家について - ウェイバックマシン（2018年8月28日アーカイブ分））
  - 同長男 明男
  - 同長女 八重子
  - 同次女 京子
- 三男 清（画家。1962年2月21日にガス自殺）
- 同妻 シズ（静子とも）
  - 二人の子として、らん子、閏、一枝、ゴーディ
- 長女 寿々子

## 系譜
小泉家
『列士録』によれば、初代の小泉弥右衛門は「本国近江（現在の滋賀県）、生国因幡（現在の鳥取県）」の侍だった。はじめ、讃岐丸亀藩四万五千石の藩主である山崎治頼に仕えて家老を務めていた。しかし明暦3年（1657年）、山崎治頼が嗣子なくして没して除封となり、代わってかつての松江城の主・京極忠高の甥にして養子の高和が入封するに及んで、弥右衛門は丸亀を去って江戸（現在の東京）に出た。翌年の万治元年（1658年）、弥右衛門は、江戸で出雲松平家の祖である松平直政に召抱えられ、初めは使番（つかいばん）、後に二十名の徒（足軽）を統率する者頭（ものがしら）を務めた。その後、小泉家は二代目弥右衛門が五十人の士分の侍を統率する番頭（ばんがしら）を務めて以来、代々セツの父・八代目弥右衛門に至るまで、一定期間者頭ないしそれに準じた役職を務めた後、番頭（ばんがしら）に進んでおり、また、嫡子には家督相続と同時に組外（くみはずれ）という格式が与えられている。この格式は、直接ほかの侍の采配下に入らないことを意味し、『雲藩職制』の編者が「一国中の貴族」と表現した上士に限って与えられた待遇だった。ただし家禄は、一雄や田部隆次が記した五百石は誤りと見做すべきで、『代々御給帳』･『列士録』･『旧藩事蹟』等古文書は一致して300石だったことを示している。
小泉八雲・セツ夫妻の孫に小泉時（エッセイスト、2009年7月8日死去）、小泉閏、稲垣明男、種市八重子、佐々木京子、曾孫に小泉凡（民俗学者、島根県立島根女子短期大学名誉教授）がいる。

## 記念館・資料館など
- 小泉八雲旧居（ヘルン旧居、島根県松江市） - 国の史跡
- 小泉八雲記念館（島根県松江市）
- 焼津小泉八雲記念館（静岡県焼津市）
- 小泉八雲熊本旧居（熊本県熊本市）
- 池田記念美術館（新潟県南魚沼市） - 美術館だが小泉八雲文学資料室という常設展示がある。
- 富山大学附属図書館中央図書館ヘルン文庫
- ひょうご労働図書館（兵庫県神戸市） - 旧居跡に建つ「兵庫県中央労働センター」に入居。記念碑及び館内に「小泉八雲コーナー」を設置。
- 小泉八雲旧居跡（東京都新宿区富久町） - 成女学園の前に「旧居跡」の石碑がある[50]。
- 小泉八雲終焉の地（東京都新宿区大久保） - 大久保小学校の脇に「旧居跡」と「終焉の地」の石碑がある（新宿区内の旧居跡は富久町と大久保の2箇所ある）[51]。
- 小泉八雲記念公園（東京都新宿区大久保） - 「終焉の地」の石碑から徒歩1分ほどの場所にある。胸像や記念プレートなどがある[52]。
- 小泉八雲避暑の家（愛知県犬山市） - 八雲が晩年に避暑の家として逗留した山口乙吉宅が博物館明治村に移築展示され、1階部分は「駄菓子屋 八雲」として活用されている[28]。
- ラフカディオ・ハーン庭園（アイルランド共和国トラモア）
- 2014年、レフカダに日本とギリシャ各地からの献金によってLefcadio（スペル注意） Hearn Historical Centerがオープンした。
- イギリスのダラム大学にもハーンの名を冠した文化センターがある。

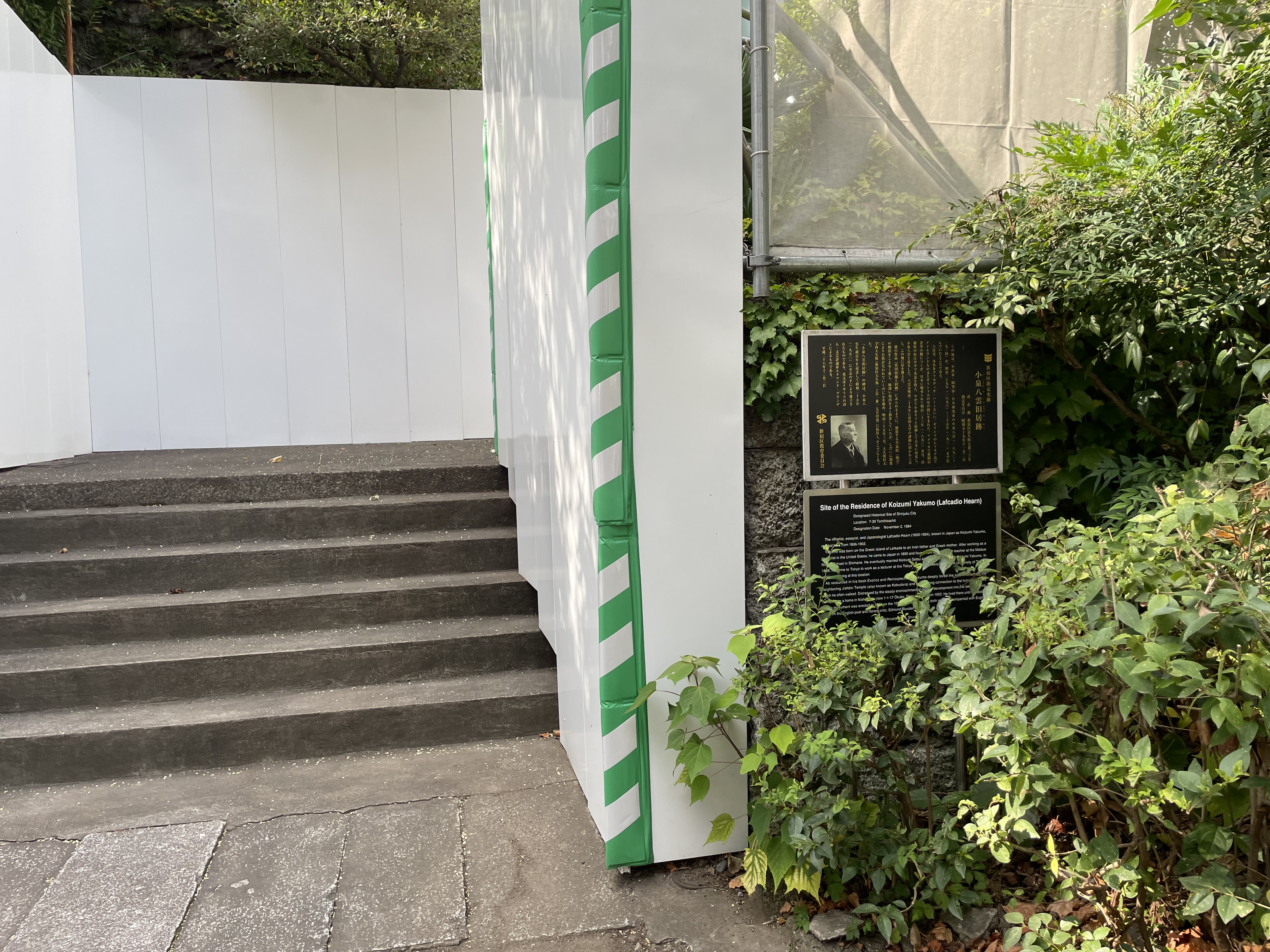
旧居跡（新宿区富久町）
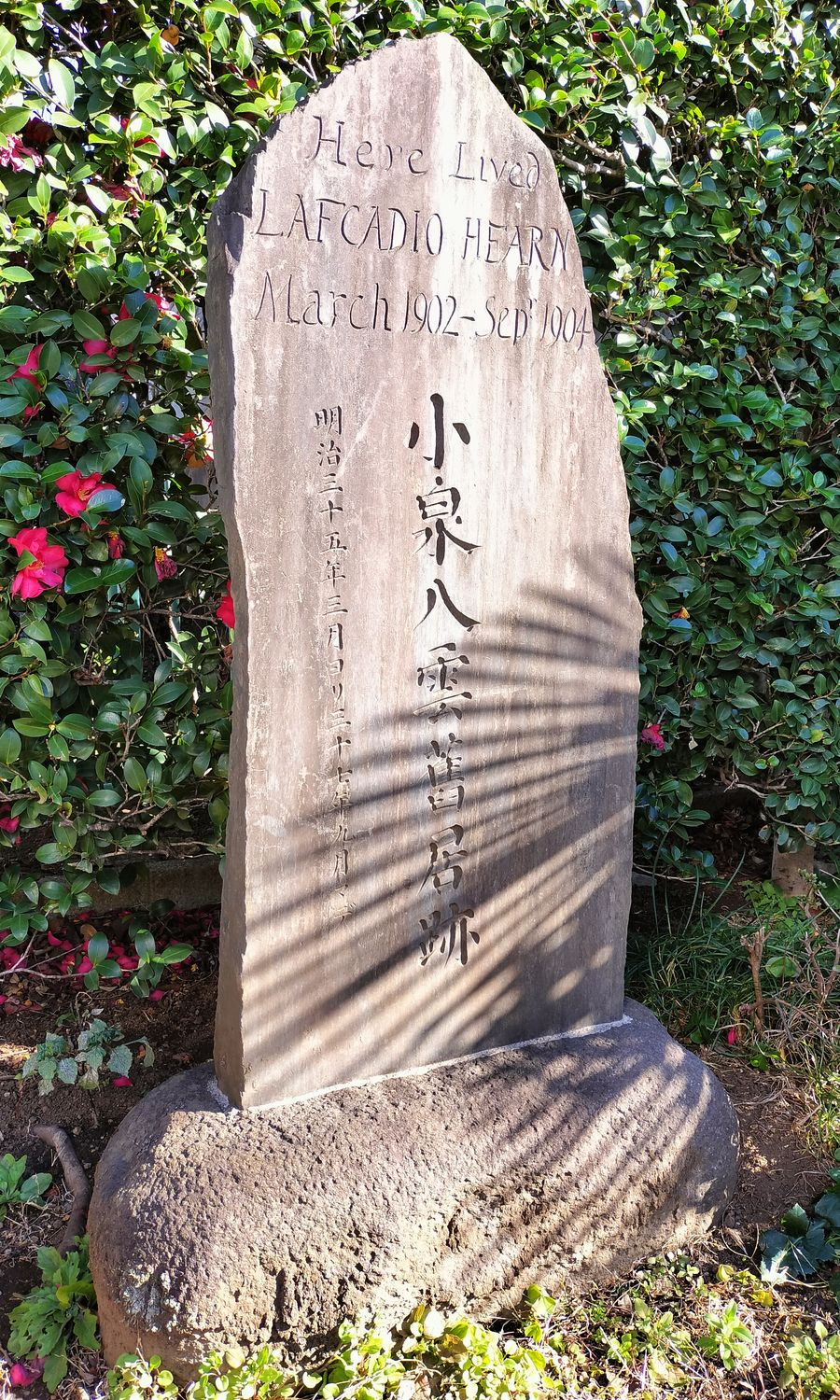
旧居跡（新宿区大久保）
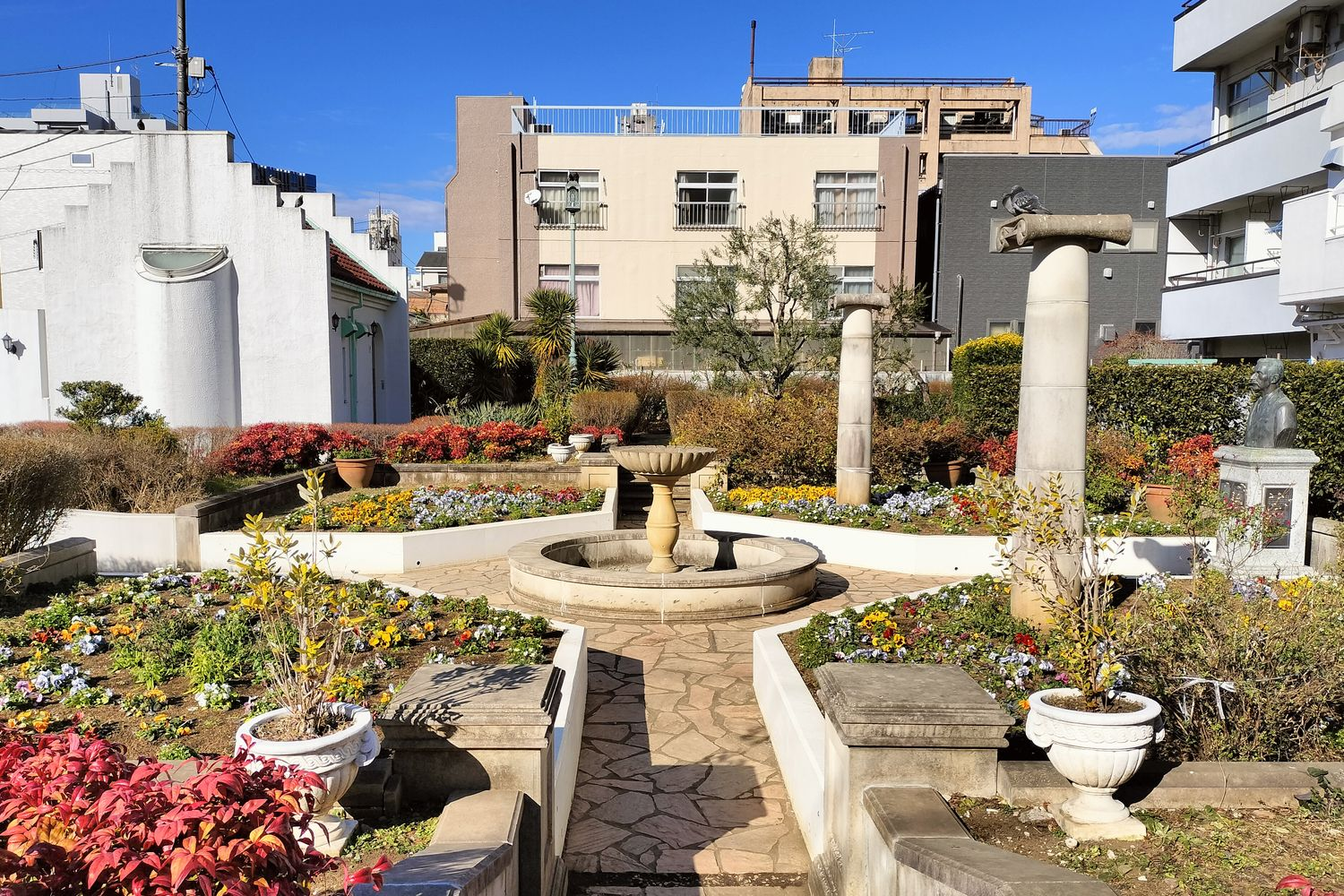
小泉八雲記念公園の庭園。右端に胸像（新宿区大久保）

## 作品

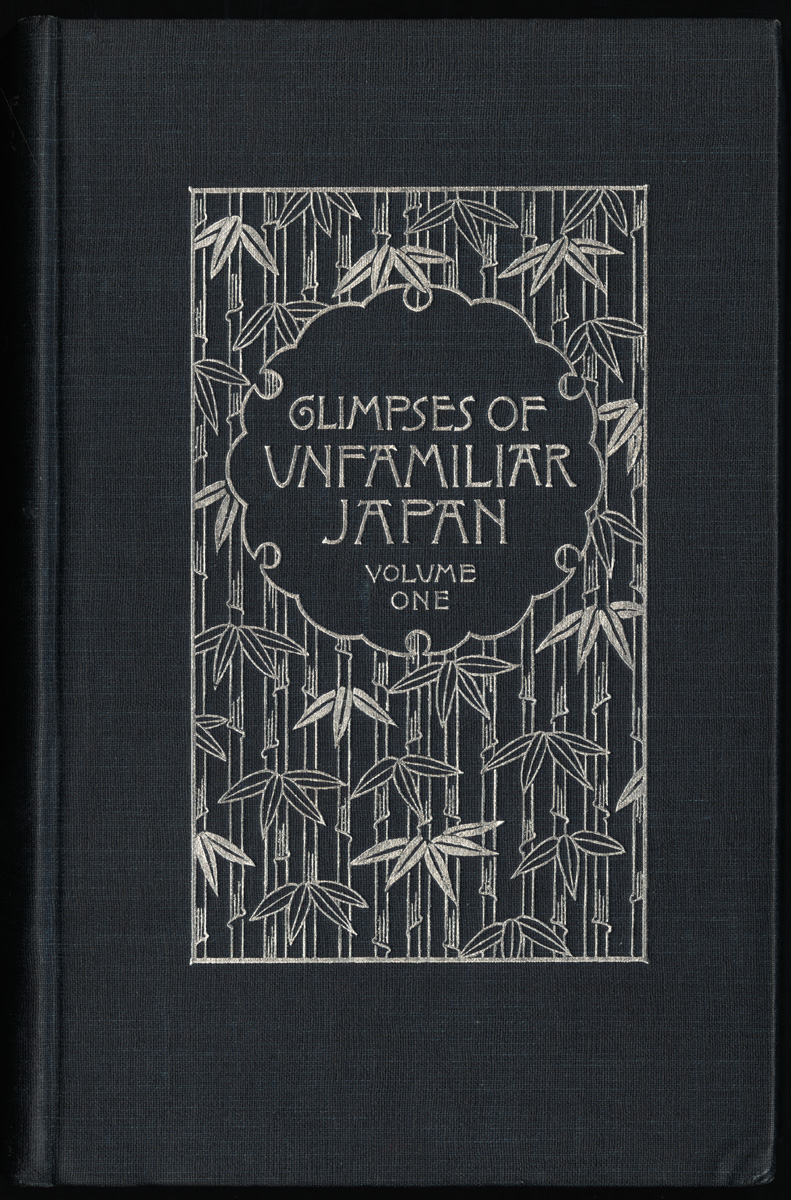
知られぬ日本の面影 (Glimpses of Unfamiliar Japan) 1894年

Category:小泉八雲も参照のこと。

### 来日以前の著作
- 飛花落葉集 (Stray Leaves from Strange Literature) 1884年
- ゴンボ・ゼーブ ("Gombo Zhèbes") 1885年
- クレオール料理 (La Cuisine Creole: A Collection of Culinary Recipes) 1885年
- 中国怪談集 (Some Chinese Ghosts) 1887年
- チータ (Chita: A Memory of Last Island) 1889年
- ユーマ (Youma, the Story of a West-Indian Slave) 1890年
- 仏領西インドの二年間 (Two Years in the French West Indies) 1890年

### 来日後の著作
- 知られぬ日本の面影 (Glimpses of Unfamiliar Japan) 1894年 - 鳥取のふとんの話、日本人の微笑、他
- 東の国より (Out of the East) 1895年
- 心 (Kokoro) 1896年 - 小説やエッセイなど15編の短編集[53]。きみこ、あみだ寺の比丘尼、ハル、他
- A Living God 1896年 - 稲むらの火[54]
- 仏陀の国の落穂 (Gleanings in Buddha-Fields) 1897年 - 生神[55]、人形の墓、勝五郎の転生、他
- 異国風物と回想 (Exotics and Retrospectives) 1898年
- 霊の日本にて (In Ghostly Japan) 1899年
- 影 (Shadowings) 1900年 - 和解、死骸にまたがる男、他
- 日本雑録 (A Japanese Miscellany) 1901年 - 守られた約束、破られた約束、果心居士のはなし、梅津忠兵衛、漂流、他
- 骨董 (Kotto) 1902年 - 幽霊滝の伝説、茶碗の中、常識、他
- 怪談 (kwaidan) 1904年 - 耳なし芳一のはなし、むじな、ろくろ首、雪女、葬られた秘密、食人鬼、他
- 日本　一つの解明 (Japan: An Attempt at Interpretation) 1904年
- 天の河綺譚 その他 (The Romance of the Milky Way and other studies and stories) 1905年

### ちりめん本
長谷川武次郎が刊行した日本昔噺シリーズ (Japanese Fairy Tale) のうち、5作品が八雲によるもの。
- 猫を描いた少年 (The boy who drew cats（英語版）) 1898年
- 化け蜘蛛 (The goblin spider) 1899年
- 団子をなくしたお婆さん (The old woman who lost her dumpling) 1902年
- ちんちん小袴 (Chin Chin Kobakama) 1903年
- 若返りの泉 (The Fountain of Youth) 1922年

## 著作集
- 『小泉八雲全集』 全17巻・別巻1巻、第一書房（落合貞三郎、大谷正信、田部隆次訳）、1926年 - 1928年。NCID BA31554769、NDLJP:1020344。
- 『小泉八雲作品集』 全12巻[56]、平井呈一訳、恒文社、1964年 - 1967年。NCID BN08514823、OCLC 21305178。大半は新装（オンデマンド版も）再刊
- 『ラフカディオ・ハーン著作集』 全15巻、恒文社（西脇順三郎・森亮監修）、1980年 - 1988年。NCID BN00283035、OCLC 26170683。
- 『尖塔登攀記 小泉八雲初期文集 外四篇』 恒文社、佐藤春夫訳、新版1996年6月 ISBN 4-7704-0878-1
- 『小泉八雲作品集』 全3巻、森亮ほか訳、河出書房新社、1977年。講談社学術文庫（全6冊）で改訂版

## 関連人物
- 果心居士
- 那須野絢子 - 研究者

## 小泉八雲を取り扱った作品
ドラマ
- NHKドラマ『日本の面影』（1984年3月3日 - 24日、NHK総合、原作・脚本：山田太一、演：ジョージ・チャキリス） - 八雲を主人公としたテレビドラマ。
  - 舞台『日本の面影』（演：風間杜夫（1993年）・草刈正雄（2014年））
- 連続テレビ小説『ばけばけ』（2025年度後期予定、演：トミー・バストウ（役名：ヘブン）[57]） - 八雲と妻セツをモデルとするオリジナルテレビドラマ[58][59]。

その他
- NHK人間講座『おもかげの国 うつろいの国』（2004年、作：松岡正剛） - 加筆・再構成し2006年にNHKブックスからムックを発売、さらに加筆修正し2020年には「日本という方法 おもかげの国・うつろいの国」（角川ソフィア文庫）として発売。
- 『逝きし世の面影』（葦書房、1998年、作：渡辺京二（平凡社ライブラリー、2005年））

### 親族による伝記
- 小泉一雄『父「八雲」を憶う』警醒社、1931年。全国書誌番号:53013056
- 小泉一雄『父 小泉八雲』小山書店、1950年。全国書誌番号:50003335、NCID BN11050924。
- 小泉節子 / 小泉一雄 『小泉八雲 思い出の記・父「八雲」を憶う』恒文社、1976年2月、新版1986年ほか。全国書誌番号:75028245、NCID BN02220309。
- 小泉時『ヘルンと私』恒文社、1990年9月。ISBN 4770407254
- 小泉凡『民俗学者・小泉八雲―日本時代の活動から』恒文社、1995年11月。ISBN 4770408439
- 小泉凡『小泉八雲と妖怪』（日本の伝記 知のパイオニア）玉川大学出版部、2023年8月。ISBN 9784472060243

### 資料
- 小泉時・小泉凡編『文学アルバム 小泉八雲』恒文社、2000年4月、新版2008年。ISBN 4770411332
- 田部隆次『小泉八雲』早稲田大学出版部、1914年。NCID BN10927371、NDLJP:950739。
- 梅本順子監修・解説『西洋人たちの語ったラフカディオ・ハーン　初期英文伝記集成』復刻集成全4巻＋別冊解説、エディション・シナプス、2008年12月。ISBN 978-4-86166-102-0
- 西川盛雄 / アラン・ローゼン共編『対訳 小泉八雲作品抄』平井呈一訳・小泉凡挿し絵、恒文社、1998年9月。ISBN 4-7704-0984-2
- 丸山学『小泉八雲新考』北星堂書店、1936年。講談社学術文庫、1996年
- 松本, 健一『神の罠 : 浅野和三郎、近代知性の悲劇』新潮社、1989年10月。ISBN 9784103684022。
- 山田和夫「ハーンの太平洋横断と「雪女」」-『英米文学・英米文化試論 太平洋横断アメリカン・スタディーズの視座から』（成田興史編、晃学出版、2007年、ISBN 978-4-903742-02-1）69-86頁所収
- 『小泉八雲辞典』 平川祐弘監修、恒文社、2000年、ISBN 978-4-770410-24-5
- 『講座 小泉八雲』全2巻（ハーンの人と周辺、ハーンの文学世界） 平川祐弘・牧野陽子編、新曜社、2009年
- 『小泉八雲　日本の霊性を求めて』 池田雅之監修、平凡社〈別冊太陽 日本のこころ〉、2022年

### 伝記
- 牧野陽子『ラフカディオ・ハーン 異文化体験の果てに』中公新書、1992年1月。ISBN 4-12-101056-6
- 太田雄三『ラフカディオ・ハーン―虚像と実像』岩波新書、1994年5月。ISBN 4-00-430336-2
- 工藤美代子『夢の途上 ラフカディオ・ハーンの生涯<アメリカ編>』集英社、1997年2月。ISBN 4-08-774247-4。ランダムハウス講談社文庫、2008年
- 工藤美代子『聖霊の島 ラフカディオ・ハーンの生涯<ヨーロッパ編>』集英社、1999年10月。ISBN 4-08-774431-0。ランダムハウス講談社文庫、2008年）
- 工藤美代子『神々の国 ラフカディオ・ハーンの生涯<日本編>』集英社、2003年4月。ISBN 4-08-774643-7。ランダムハウス講談社文庫、2008年
- ジョナサン・コット『さまよう魂―ラフカディオ・ハーンの遍歴』真崎義博訳、文藝春秋、1994年3月。ISBN 4-16-348890-1
- エリザベス・スティーブンスン『評伝ラフカディオ・ハーン』遠田勝訳、恒文社、1984年8月。ISBN 4770405677
- 平川祐弘『ラフカディオ・ハーン 植民地化・キリスト教化・文明開化』ミネルヴァ書房<MINERVA歴史・文化ライブラリー3>、2004年3月。ISBN 4-623-04044-5
- 平川祐弘『小泉八雲　西洋脱出の夢』新潮社、1981年／講談社学術文庫、1994年。新版は「著作集」勉誠出版
- 『小泉八雲 回想と研究』平川祐弘編、講談社学術文庫、1992年